# Gundobad
Gundobad (falsch als Gundebald bezeichnet; † 516) war magister militum und patricius in Rom und wurde nach dem Tod seines Onkels Chilperich I. König der Burgunden (480–516).

## Eingreifen in Italien
Gundobad war der älteste Sohn des Burgunderkönigs Gundioch. Der Patricius und Heermeister Ricimer war anstelle des Kaisers der tatsächliche Regent des Weströmischen Reichs und holte seinen Neffen Gundobad 472 nach Italien. Damals bekämpfte Ricimer den Kaiser Anthemius, der sich schließlich nach der Eroberung Roms als Bettler verkleidet in eine Kirche flüchtete, aber dort nach Verrat am 11. Juli 472 entweder von Gundobad oder von Ricimer selbst enthauptet wurde.
Der neue Kaiser Olybrius († Oktober/November 472) ernannte Gundobad nach Ricimers Tod (18. August 472) zu dessen Nachfolger als magister militum und patricius. Nach dem Tod des Kaisers blieb der Thron unbesetzt, da der oströmische Kaiser Leo I. vermutlich keinen geeigneten Nachfolger finden konnte. Mit seiner neuen Macht erhob Gundobad aber im März 473 den Kommandanten der kaiserlichen Leibgarde (comes domesticorum), Glycerius, zum neuen Augustus, wohl weil dieser dem gallischen Adel entstammte und gute Beziehungen zu Ricimer unterhalten hatte. Doch Leo I. sah diese Ernennung als Affront an und bestimmte seinerseits den Heermeister Dalmatiens, Julius Nepos, zum Herrscher Westroms. Als Nepos mit einer starken Armee in Italien erschien, zog sich Gundobad aus nicht bekannten Gründen in das Burgunderreich zurück. So ergab sich Glycerius kampflos und Julius Nepos folgte ihm im Juni 474 auf den Thron.

## Möglicher Konflikt mit den Brüdern
Es ist unklar, inwiefern Gundobad bereits jetzt in seiner Heimat Königsmacht ausübte. Ebenso wenig ist seine Rolle bei den sich in Südgallien abspielenden Kämpfen zwischen den Burgundern und dem Westgotenkönig Eurich bekannt, der die Burgunder um 476 besiegte und ihnen vermutlich einige Territorien abnahm. Sicher ist, dass Gundobad nach dem Tod seines Onkels Chilperich I. (um 480) gemeinsam mit seinen drei Brüdern Godegisel, Chilperich II. und Godomar I. als König nachfolgte, da nach burgundischem Recht alle Söhne erbberechtigt waren. Die Residenzstadt Gundobads war Lyon.
Godomar I. und Chilperich II. starben relativ früh (etwa um 486 bzw. um 493; nach Ansicht der neueren Forschung jedoch bereits 476/77). Nach dem Bericht des fränkischen Geschichtsschreibers Gregor von Tours habe Gundobad seinen Bruder Chilperich II. und dessen Gattin grausam ermordet sowie dessen beide Töchter, darunter Chrodechild, ins Exil geschickt. Schließlich wären die verbannten Schwestern von Gesandten des Frankenkönigs Chlodwig I. gefunden worden, der sofort bei Gundobad um die Hand Chrodechilds angehalten habe – was der Burgunderkönig aus Furcht vor den Franken nicht abgelehnt habe. Viele Forscher halten diese Darstellung Gregors jedoch für eine tendenziöse Entstellung, mit der das spätere militärische Vorgehen der Franken gegen die Burgunder als Rache Chrodechilds für ihre ermordeten Eltern gerechtfertigt werden sollte. Gegen Gregors Bericht wird u. a. auf das Zeugnis des Bischofs Avitus von Vienne verwiesen, der in einem Trostbrief an Gundobad schrieb, dass dieser den Tod seiner Brüder beweint habe. Nach dieser Ansicht dürfte die dem katholischen Glauben angehörige Chrodechild ab etwa 490 als Waise bei ihrem Onkel Gundobad – und nicht in der Verbannung – gelebt haben und wohl um 494 mit Chlodwig verheiratet worden sein.
In der neueren Forschung wird zudem eher davon ausgegangen, dass sowohl Godomar als auch Chilperich II. 476/77 bereits verstorben waren und nur Godegisel und Gundobad sich die Herrschaft teilten.

## Außenpolitik von 490 bis 500
Während des Krieges zwischen Odoaker und Theoderich dem Großen in Oberitalien fiel Gundobad 490 in Ligurien ein und zog sich mit viel Beute und zahlreichen gefangenen Italikern wieder zurück. Nachdem aber Theoderich 493 durch die Beseitigung Odoakers seine Herrschaft in Italien etabliert hatte und wohl bald danach durch eine Heirat mit Audofleda, der Schwester Chlodwigs, mit letzterem in freundschaftliche Bande getreten war, fühlte sich Gundobad vermutlich in seiner Herrschaft durch seine beiden mächtigen Nachbarn bedroht und suchte mit ihnen einen Ausgleich. Als daher Theoderich 494 eine Gesandtschaft unter dem Bischof Epiphanius von Pavia zu den Burgundern schickte, um die in Haft befindlichen Italiker freizukaufen, gewährte Gundobad diese Bitte umgehend, so dass insgesamt 6000 Kriegsgefangene heimkehren konnten. Außerdem verheiratete er wohl nicht viel später seinen Sohn Sigismund mit Ariagne-Ostrogotho, der Tochter Theoderichs. Um diese Zeit fand auch die Hochzeit Chrodechilds mit Chlodwig statt, die wohl entgegen der oben erwähnten Überlieferung der fränkischen Quellen mit Gundobads ausdrücklicher Zustimmung geschlossen wurde.

## Kampf mit Godegisel und Chlodwig
Nach dem Tod von Godomar I. und Chilperich II. beherrschte Gundobad den größeren Teil des Burgunderreichs mit Residenzen in Lyon und Vienne, während sein Bruder Godegisel ein kleineres Territorium mit der Hauptstadt Genf regierte. Wohl nicht zufrieden mit seinem Anteil, bat Godegisel den Frankenkönig heimlich um Unterstützung gegen seinen mächtigeren Bruder und versprach ihm im Erfolgsfall Tributzahlungen und Gebietsabtretungen. Zum Schein gab sich Godegisel aber seinem Bruder weiterhin freundschaftlich verbunden. Chlodwig nahm Godegisels Angebot an und attackierte Gundobad, der sich daraufhin an seinen Bruder um Unterstützung wandte. Als das fränkische Heer an der Ouche bei Dijon auf die Truppen Gundobads stieß, kam Godegisel seinem Bruder scheinbar zu Hilfe, schloss sich aber sofort Chlodwig an. Die vereinigten Armeen besiegten Gundobad, der in den äußersten Süden seines Reiches nach Avignon floh. Diese Schlacht fand laut dem Chronisten Marius von Avenches im Jahr 500 stand. Mit seinem Erfolg zufrieden, betrachtete sich Godegisel nun wohl als maßgeblicher Burgunderherrscher und zog triumphierend in Vienne ein.
Laut Gregor von Tours soll Chlodwig aber nach Avignon weitergezogen sein und dort Gundobad eingeschlossen haben. Ein vornehmer Berater des Belagerten namens Aredius sei deshalb nur scheinbar auf die Seite des Frankenkönigs gewechselt und habe diesem empfohlen, sich mit seinem Gegner dahingehend zu einigen, dass Gundobad jährliche Tributzahlungen zusicherte. Auf dieser Basis sei Frieden geschlossen worden. Diese Version Gregors wird aber von Marius von Avenches nicht erhärtet. Die meisten Gelehrten lehnen sie ab und nehmen stattdessen an, dass Chlodwig nach dem Sieg bei Dijon gleichfalls abzog.
Bereits ein Jahr später (501) konnte Gundobad die entscheidende Kriegswende herbeiführen. Vermutlich wurde er dabei von dem Westgotenkönig Alarich II. unterstützt. Er wandte sich gegen Godegisel und belagerte ihn in Vienne. Trotz militärischem Beistand durch ein fränkisches Heer erwies sich Godegisel als unterlegen. Als in Vienne eine Hungersnot ausbrach, schickte Godegisel aus Angst um sein Leben das einfache Volk aus der Stadt hinaus. Einer dieser Exilierten zeigte Gundobad daraufhin den Weg, über den Aquädukt in die Stadt zu gelangen. Diese wurde daraufhin von Gundobad erobert und Godegisel in einer arianischen Kirche gemeinsam mit dem Bischof getötet. Auch Godegisels Familie sowie dessen hochrangige gallorömische und burgundische Unterstützer, die wohl des Hochverrats beschuldigt wurden, fielen Gundobads Rache zum Opfer. Laut Gregor von Tours verschonte Gundobad aber die in seine Gewalt geratenen fränkischen Soldaten, deren Zahl 5000 betragen haben soll, und sandte sie wohl aus Dank für die Militärhilfe dem Westgotenkönig nach Toulouse, wo sie in der Verbannung leben mussten. Unsicher ist, ob Gundobad damals auch Avignon Alarich II. überließ.

## Hilfe für Chlodwig im Westgotenkrieg
Gundobad war nun alleiniger König von Burgund und suchte eine Annäherung an Chlodwig, wenn sich auch ein formeller Friedensschluss mit dem Frankenkönig quellenmäßig nicht ausdrücklich belegen lässt. Seinen Sohn Sigismund setzte er um 505 zum Unterkönig von Genf ein.
Theoderich dem Großen entging es nicht, dass Gundobads Verhältnis zu Chlodwig wesentlich besser geworden war. Etwa Ende 506, nicht lange vor Ausbruch des fränkisch-westgotischen Kriegs, schickte der mächtige Ostgotenkönig in Kenntnis der kritischen Lage in Gallien ebendorthin eine Gesandtschaft mit Botschaften für Chlodwig, Alarich II., die Könige der Heruler, Warnen und Thüringer sowie auch für Gundobad. Er betrachtete sich als Schiedsrichter im Konflikt zwischen Chlodwig und Alarich II., richtete an beide einen Friedensappell und drohte im Kriegsfall die Westgoten zu unterstützen. Gundobad, dem er kurz zuvor auf dessen Wunsch eine komplizierte Sonnen- und Wasseruhr übersandt hatte, forderte er eindringlich auf, sich aktiv für die Vermeidung eines Krieges einzusetzen. Doch weder ließ sich Chlodwig durch Theoderichs angedrohte Parteinahme für Alarich II. beeindrucken noch Gundobad von einem Bündnis und der Teilnahme am Krieg Chlodwigs gegen die Westgoten abhalten.
Als Chlodwig daher 507 den Krieg gegen die Westgoten eröffnete, stand Gundobad auf dessen Seite – sehr zur Freude von dessen katholischen Untertanen. Möglicherweise unterstützte er, wenn auch nicht unter seiner persönlichen Führung, den Frankenkönig schon in der Schlacht von Vouillé bei Poitiers militärisch. In dieser entscheidenden militärischen Auseinandersetzung siegte Chlodwig im Spätsommer 507 über Alarich II., der fiel. Auf jeden Fall erfolgte dann Chlodwigs Eroberung von Toulouse Anfang 508 mit burgundischer Hilfe. Danach dürfte sich der Frankenherrscher nach Norden zurückgezogen und die Eroberung westgotischen Territoriums in Südost-Gallien den von fränkischen Hilfstruppen unterstützten Burgundern überlassen haben. Gundobad, dessen persönliche Teilnahme am Krieg hier erstmals erwähnt wird, schlug Alarichs unehelichen Sohn und Nachfolger Gesalech bei Narbonne, das erobert wurde. Nun belagerten burgundische Truppen auch Arles, doch ist nicht überliefert, ob diese Streitkräfte von Gundobad selbst befehligt wurden. Theoderich konnte den Westgoten erst im Sommer 508 zu Hilfe kommen. Sein Feldherr Ibbas entsetzte im Herbst 508 Arles und nahm Narbonne wieder ein. Bei einem weiteren Gegenstoß erzielten die Ostgoten weitere Erfolge, indem sie über den Mont Genèvre in das Reich Gundobads bis in die Gegend von Valence vorstießen. Auch Avignon fiel nun in die Hand Theoderichs. So verlor Gundobad fast alle Eroberungen in der Provence wieder an die Ostgoten. Daraufhin zog er in den letzten Regierungsjahren eine Friedenspolitik vor.

## Religions- und Justizpolitik
Obwohl sich Gundobad wegen des Konflikts mit Julius Nepos kurzzeitig von den oströmischen Kaisern entfremdete, näherte er sich diesen bald wieder an und betrachtete sich etwa durch seinen Titel eines gallischen Heermeisters als hochrangiger Amtsträger Ostroms. Zweifellos war er in seiner Regierungspolitik einer der „römischsten“ der spätantiken Germanenherrscher und förderte die römische Kultur in seinem Reich großzügig. Auf der Vorderseite seiner Münzen ließ er das Porträt des Kaisers abbilden, auf der Rückseite sein Monogramm, was seinen Status als rex, als Heerführer und anerkannten  Stellvertreter des Kaisers zum Ausdruck brachte. Gundobad umgab sich auch mit römischen Ratgebern senatorischen Rangs. Minister und Berater waren u. a. Laconius und Pantagatus, während z. B. Aredius, Heraclius und der romanisierte Burgunder Ansemund keinen bestimmten Amtsbereich innehatten. Der Aufbau der Administration blieb meist erhalten, doch wurden anstelle der vor allem für die Justizausübung zuständigen Statthalter nun für jede Stadt zwei Comites eingesetzt, von denen je einer für die römischen bzw. die burgundischen Untertanen zuständig war; sie mussten aber ihre Verfügungen aufeinander abstimmen.
Gundobad suchte ein friedliches Zusammenleben von Römern und Burgundern sowie deren Angleichung zu erreichen und schuf auch eine dazu dienende Gesetzgebung. Kurz vor 500 dürfte er mit Hilfe römischer Berater eine Gesetzessammlung, die Lex Burgundionum, erlassen haben, die sich am römischen Recht orientierte, aber auch burgundische Rechtsauffassungen etwa über das Wergeld berücksichtigte. Damit steht er in einer Reihe germanischer Könige wie Chlodwig und Theoderich, die ebenfalls Gesetzeswerke kodifizieren ließen. Gundobad behielt sich dabei das letzte Wort in allen wichtigen Belangen der Rechtsprechung vor. Die Lex Burgundionum ließ sein Sohn Sigismund überarbeiten. Sie hatte bis ins 10. Jahrhundert Bestand.
Bezüglich der Religionszugehörigkeit war die burgundische Königsfamilie zwischen den beiden Konfessionen der Arianer und Katholiken gespalten. Während z. B. Gundobad und sein Bruder Chilperich II. dem Arianismus anhingen, waren deren Gemahlinnen entschiedene Katholikinnen. Ob Caretene, deren Epitaph für 506 in Lyon bezeugt ist, die Gattin Gundobads war, ist umstritten; dieser Theorie neigen neuere Gelehrte wie Reinhold Kaiser und Martina Hartmann zu, während ein Teil der älteren Forschung sie eher für die Gattin Chilperichs II. hielt. Allerdings zeigte sich Gundobad gegenüber dem katholischen Glauben sehr aufgeschlossen und tolerant eingestellt und hatte auch nichts gegen den Übertritt seines Sohnes Sigismund zu dieser Konfession einzuwenden. Mit dem führenden Vertreter der Katholiken seines Reiches, dem Bischof Avitus von Vienne, arbeitete er gut zusammen, blieb aber selbst Arianer, wohl um seine Stammesgenossen nicht vor den Kopf zu stoßen. Für ihn war es wichtig, zu beiden maßgeblichen Glaubensrichtungen gute Verbindungen aufrechtzuerhalten. Der antiarianisch eingestellte Gregor von Tours behauptet sicher fälschlich und tendenziös, dass sich Gundobad schließlich vom Arianismus abgewandt und heimlich von Avitus zum Katholiken habe salben lassen wollen, doch der Bischof dies abgelehnt und vom Burgunderkönig verlangt habe, sich offen zu seinem neuen Glauben zu bekennen.

## Letzte Regierungsjahre
Die beiden mächtigen Nachbarn Chlodwig und Theoderich zwangen Gundobad, sich in seinen letzten Regierungsjahren friedlich zu verhalten. Wahrscheinlich schloss er spätestens 513 mit Theoderich Frieden. Er hatte also schon am Beginn seiner Regierung den Höhepunkt seiner Macht erreicht und sein Reich nicht weiter zu vergrößern vermocht, besaß aber als kluger Herrscher die Einsicht in seine begrenzten Möglichkeiten und gab sich mit dem Erreichten zufrieden. Er starb in relativ hohem Alter im Jahr 516; das Land hinterließ er seinem Sohn Sigismund. Daher änderte Gundobad die bisherige burgundische Praxis, alle Söhne an seiner Nachfolge zu beteiligen, da sein jüngerer Sohn Godomar II. keinen Anteil an der Herrschaft erhielt. Vermutlich hielt es Gundobad angesichts seiner starken Nachbarreiche und der Erfahrungen im Krieg gegen seinen Bruder Godegisel für geraten, die Regentschaft des Burgunderreichs ungeteilt zu vererben.